# مانپو
مانپو (به لاتین: Manpo) یک شهر در کره شمالی است که در چاگانگ واقع شده‌است.